# Marketplace
O marketplace é um e-commerce, mediado por uma empresa, em que vários lojistas se inscrevem e vendem seus produtos. Essa loja virtual funciona de forma que o cliente pode acessar um site e comprar itens de diferentes varejistas, pagando tudo junto, em um só carrinho. Essa plataforma pode ser vista como várias vitrines de um shopping center, vendendo as mais diversas categorias.
Por um lado, o e-commerce oferece sua plataforma de vendas com uma marca que já engaja muitos clientes. E, do outro, o lojista pode utilizar essa estrutura pronta de vendas para atrair clientes para si e por vezes sem investimento inicial, já que na maioria dos casos é cobrado apenas um comissionamento sobre vendas.
Existem diversos formatos de marketplaces: para a venda de produtos novos, usados, serviços, para CPFs, CNPJs, focados em nichos ou em várias categorias.
É um modelo em crescimento no mundo todo e, só no Brasil, 95% dos brasileiros que compram online já utilizaram sites desse tipo para adquirir um produto (UPS Pulse of the Online Shopper, 2019).

## Tipos de marketplace

### B2C(Business to Consumer)
Este é o tipo mais comum de marketplace. É a venda direta para o cliente final. Normalmente, é uma venda operada por um varejista, mas que, como falamos no início do texto, também pode ser operada por um distribuidor ou fabricante, sem incluir um intermediário do processo de compra.

### B2B(Business to Business)
Enquanto no B2C há uma empresa que vende um produto para o cliente final, o B2B trata de um modelo de venda entre duas empresas. A finalidade de quem compra costuma ser para reposição de estoque e revenda ou mesmo para a aquisição de matéria-prima que entra em linha de produção para gerar um produto final. Um exemplo é o site Americanas Empresas, do grupo B2W Marketplace.
É importante lembrar que, na negociação entre empresas, existem questões mais complexas que não aparecem na compra B2C, por exemplo, como descontos maiores em função do volume da compra, vendas faturadas com limite de crédito, impostos diferentes dependendo do estado ou tipo de empresa, entre outros aspectos.

### C2C(Consumer to Consumer)
Sites como o Mercado Livre são exemplos de marketplace C2C. É uma negociação feita de consumidor para consumidor, intermediada pelo site. Afinal, as pessoas não compram produtos do Mercado Livre exatamente, mas, sim, de outras pessoas que anunciam por lá – é claro que, com a expansão deste tipo de modelo, as empresas também já usam o site para fechar negócio.

### B2B2C(Business to Business to Consumer)
Quando uma empresa faz negócios com outra visando uma venda para o cliente final. Uma loja de informática pode fazer uma venda para seu cliente final utilizando o próprio sistema do distribuidor, que fatura direto para o cliente, porém sendo intermediado pelo lojista, que não precisa ter estoque, risco de crédito nem logística.

### B2G(Business to Government)
Este modelo de negócio se refere a transações entre empresas e governo, como companhias que prestam serviços ou fornecem material para órgãos governamentais. Os negócios B2G envolvem um processo de licitação ou contratos especiais, afinal, ao vender para o governo, seja federal, estadual ou municipal, há diversas particularidades e processos que devem ser seguidos, conforme a legislação que regula as compras e vendas do poder público.

## Vantagens

### Visibilidade
Uma grande vantagem que o marketplace traz para os participantes é a visibilidade, logo que, poderá instigar os consumidores de outra empresa, com sua vitrine virtual, a comprar em sua loja.

### Tecnologia
Os marketplaces já possuem uma plataforma de e-commerce pronta, com público consolidado, investimentos em segurança (SSL, antifraude, etc.) e meios de pagamento. Com isso, a loja parceira precisa apenas cadastrar sua marca e produtos para utilizar essa tecnologia.

### Confiança
Imagine que você é um consumidor e está acostumado a comprar em uma certa loja. Ao entrar em um marketplace, a qual a loja que gosta é participante, percebe que outra empresa vende um produto que você precisa a um preço bom, em seu pensamento se aquela empresa está vinculada à aquela que possui sua confiança, então o produto dela é bom, por isso é uma empresa confiável e você se arrisca a comprar.

### Lucro e aumento de vendas
Após ler as duas vantagens anteriores, pode-se perceber que haverá um maior fluxo de clientes a comprar em sua loja, logo aumentará os lucros de sua empresa e a quantidade de clientes fiéis.

### SEO
SEO, ou Search Engine Optimization, são maneiras para aumentar a otimização de sites e o marketplace traz essa vantagem de otimização para você, afinal sua empresa será mais conhecida.

### Marketing
Além de SEO, os marketplaces investem em diferentes canais de marketing para amplificar a divulgação dos produtos cadastrados ali. Qualquer oferta competitiva pode ter boas chances de aparecer nestas ações e gerar mais vendas.

### Público abrangente
Essa vantagem remete a diversidade do público que a empresa atingirá, como foi mostrado nas vantagens anteriores.

### Facilidade
Os clientes, quando entram em uma plataforma marketplace, conseguem comprar vários produtos diversos juntos, ou seja, não precisam visitar vários sites e levar o tempo que levariam nessa busca.

### Custo x benefício
Os marketplaces não possuem custo inicial para outras lojas venderem neles. Em geral, eles costumam apenas cobrar uma margem de comissão sobre as vendas fechadas na plataforma. Dessa maneira, muitos varejistas conseguem explorar as possibilidades de vender digitalmente sem correr grandes riscos e nem com altos investimentos.

## Desvantagens

### Dependência
Essa desvantagem reflete a empresa administradora dos marketplaces, afinal, cada marketplace possui uma empresa que faz a união entre as lojas e organiza todo o site. Com isso, pode-se perceber que ela tem o controle da plataforma, ou seja, ela dita o preço do "aluguel", que é feito por uma porcentagem a cada venda, ela escolhe qual loja deve aparecer mais do que outras. Dessa maneira, as lojas participantes ficam a mercê das escolhas dessa empresa administradora e precisam seguir de acordo com as regras dela.

### Identidade da marca
Os marketplaces ajudam muito com aumento das vendas, todavia, muitas empresas que não possuem uma marca conhecida perdem um público fiel justamente porque há muitas lojas para ver em um único site e os consumidores não prestam atenção em conhecer novas marcas, apenas comprar por preços mais baratos. Então, se uma empresa espera utilizar o marketplace para crescer sua marca, não é recomendado que o faça, mas sim que comece com um e-commerce e depois que tenha adquirido um bom público insira o marketplace em seus planos.

### Grande concorrência
Como foi citado na segunda desvantagem, os clientes se preocupam muito em achar produtos com preços baixos. Logo se algumas empresas vendem o mesmo produto, a que tiver o menor preço ficará com os consumidores. Dessa forma, uma grande competitividade é gerada entre as lojas participantes e, com isso, uma preocupação, até porque nem todas as lojas conseguem vender um produto "x" em um valor "y" muito baixo sem falir, logo, é preciso saber o limite de sua loja antes de abaixar muito os preços.

### Cobrança de taxas e comissões
A maioria dos marketplaces cobra uma porcentagem de cada venda feita na plataforma, o que pode variar de acordo com a categoria de produto e o próprio marketplace. Essa cobrança é razoável, mas quando se pensa na escalabilidade do negócio, ela pode ser um desafio.

## Quem pode vender nos marketplaces
Existem regras diferentes para cada marketplace, mas os que são focados na venda de itens novos costumam exigir que o lojista tenha um CNPJ com CNAE que o permita vender no varejo para estar ali. Um CNPJ MEI já é o suficiente para quem deseja iniciar uma parceria com esses canais e para que as vendas ocorram em conformidade com a Lei, também é importante que o lojista faça a emissão e fornecimento de notas fiscais para o cliente final.
Com poucas adaptações, há não apenas varejistas, mas até fabricantes e distribuidores, de todos os tamanhos, que utilizam o canal seja para conquistar mais vendas ou até por posicionamento de marca.

## Como vender

### Realizar cadastro
A maioria dos marketplaces disponibiliza um formulário de cadastro nos seus sites, assim, o vendedor pode preencher os seus dados para então ser analisado pelo marketplace. Dentre as informações necessárias, geralmente estão dados como CNPJ e conta bancária. Uma vez aprovado pelo marketplace, o vendedor poderá continuar seu cadastro, para então começar a vender dentro da plataforma.

### Criar ofertas
Para subir seus produtos para as plataformas de marketplace, o vendedor deverá fornecer informações sobre sua loja e sobre seus produtos, como: foto, descrição, título, preço e frete. Com todos esses dados, o marketplace irá criar uma página com um anúncio do produto, que pode ser encontrada por consumidores por meio de pesquisa dentro da plataforma.

### Entregar pedidos
Com a loja e ofertas configuradas, os pedidos já começam a chegar. Nessa etapa, o lojista precisa acompanhar a entrada de novos pedidos para embalar o produto, colar a etiqueta de entrega, gerar a nota fiscal e entregar o item para o cliente. Alguns canais podem oferecer soluções logísticas gratuitas que ajudam na entrega do produto. Nestes casos, os lojistas só precisam postar o item na agência Correios mais próxima de seus endereços e então a equipe do marketplace coleta o produto e faz a entrega no endereço do cliente.

### Cuidar da reputação
Uma das grandes preocupações dos marketplaces é manter um controle de qualidade, para que a experiência de usuários que compram no seu site seja igualmente boa com vendedores "terceirizados". Para manter esse padrão, os marketplaces estabelecem regras de reputação, que beneficiam os melhores vendedores e punem os que tem menos responsabilidade. Entre os fatores que impactam na reputação de um vendedor estão: tempo para expedir um produto, avaliação de compradores, cancelamento de vendas, reclamações, etc.

## Responsabilidades do vendedor e do marketplace

### Marketplace
Entre as responsabilidades do marketplace está a de fornecer a plataforma de vendas - cuidando da segurança, meios de pagamento, tráfego e marketing. Em alguns casos pode ajudar na entrega e pós-venda.

### Vendedor
Já ao vendedor cabe cadastrar a loja, acompanhar, embalar e postar pedidos recebidos na plataforma de vendas. E, em alguns casos, fazer o envio para o cliente e pós-venda.

## Serviços que os marketplaces podem oferecer
Alguns canais de marketplace podem oferecer serviços auxiliares como:
- Logística de entrega para coleta e entrega do item para o cliente;
- Logística fulfillment (armazenagem, envio e pós-venda);
- Ads (anúncios patrocinados dentro da plataforma de vendas);
- Crédito (soluções de crédito com taxas competitivas para quem deseja investir na loja);
- Produção de conteúdo (agências que ajudam na criação de texto, fotos, vídeos e páginas especiais para a divulgação de produtos com anúncios mais atraentes);
- Treinamentos (materiais especiais e treinamentos para os lojistas operarem a plataforma de vendas e até terem insights administrativos para aplicar no próprio negócio).

## História
O primeiro mecanismo que possuiu os conceitos básicos do que é o marketplace foi um software comercializado nos Estados Unidos na década de 1980 chamado Electronic Mall e lançado pela CompuServe em 1984.
Apesar de ter sido o primeiro, fatores que estão diretamente ligados ao período de surgimento fizeram com que ele não tivesse a capacidade de se manter no mercado. Principalmente a partir do momento em que passou a competir com outros marketplaces que surgiram posteriormente e que, portanto, não enfrentavam as mesmas adversidades. Tais marketplaces foram a Amazon e o eBay, fundados em 1994 e 1995, respectivamente.
Diferentemente do Electronic Mall, ambos já estavam inseridos no ambiente online desde o momento de sua fundação. Isso e o fato de que, nesta época (uma década após o lançamento do Electronic Mall), os microcomputadores e a internet tinham se tornado muito mais comuns na residência da população de países mais desenvolvidos, são os principais motivos da Amazon e o eBay serem considerados os pioneiros do marketplace. A Amazon é até hoje considerada o maior marketplace do mundo.

### O marketplace no Brasil
O crescimento do marketplace na América Latina teve como um dos principais responsáveis o Mercado Livre: uma empresa argentina de modelo C2C (consumidor para consumidor) que ajudou a popularizar esse modelo de negócio no país.
Atualmente existem diversas marcas brasileiras de marketplace de sucesso, a maioria já existia fisicamente, porém se expandiu consideravelmente ao se incluírem também no meio digital. Apesar da chegada da Amazon no Brasil, tal ato ocorreu em um ritmo bastante lento devido, principalmente, às rixas com a Saraiva. Tal situação fez com que a Amazon, desde sua chegada em 2012 até 2017 tenha sido, em território brasileiro, semelhante ao que era na sua origem: um marketplace de nicho, incluindo somente a venda de livros.
Somente recentemente a Amazon conseguiu avançar em seu objetivo de tornar sua atuação no Brasil cada vez mais próxima à hegemonia que obtém nos Estados Unidos, conseguindo expandir suas vendas a mais categorias além de livros. Apesar disso, durante todo esse tempo, uma empresa brasileira acabou se destacando no mercado de marketplaces nacional: a Americanas S.A., nasceu com a fusão de grandes marcas como a Americanas, Submarino e Shoptime. A Americanas S.A.é a fusão de maior sucesso de marcas de marketplace na América Latina, tendo chegado a obter em 2008 até 55% do mercado de comércio eletrônico no Brasil. Um dos seus maiores destaques de vendas tem sido a Black Friday, sendo que em 2019, os sites da marca lideraram os acessos entre todos os marketplaces nacionais e que operam no Brasil.
Entre os maiores marketplaces do Brasil estão:
- Mercado Livre
- Magazine Luiza
- Amazon
- B2W Marketplace (Americanas, Americanas Empresas, Submarino e Shoptime)
- Grupo Casas Bahia (Casas Bahia, Pontofrio e Extra)
- Carrefour
- Elo7
- Netshoes
- GFG (Dafiti, Kanui, Tricae)
- Madeira Madeira
- Centauro
- OLX
- Walmart

## A conduta das empresas com a chegada do Marketplace
A palavra-chave de todo o texto a seguir é: adaptação. Estamos em uma era de inovação constante, o que quer dizer que, quase todos os dias novas plataformas tecnológicas são criadas e o que acontece com as empresas? Elas aderem a essas tecnologias ou ficam para trás no mercado. Isso vem acontecendo com o marketplace também. Aquelas empresas que notaram o tamanho do público digital e passaram a combinar uma estratégia de e-commerce e marketplace com suas lojas físicas estão crescendo de forma absurda e sendo bem reconhecidas pelos seus trabalhos, afinal, manter várias plataformas em bom funcionamento não é fácil.
Já as marcas que não tiveram essa mesma visão empreendedora de apostar no mercado digital, ainda que algumas delas não tenham deixado de crescer no mundo físico, certamente não tiveram a mesma evolução.